# Aulenhausen
Aulenhausen ist ein Ortsteil des Marktfleckens Weilmünster im mittelhessischen Landkreis Limburg-Weilburg.

## Geographie
Der Ort liegt, größtenteils von Wald umgeben, im östlichen Hintertaunus, auf einer Hochfläche zwischen dem Weinbachtal und dem Weiltal und gehört zum Naturpark Taunus. Aulenhausen liegt 3,4 km westlich des Kernortes Weilmünster. Durch den Ort führt die Kreisstraße 442.
Die Gemarkung grenzt im Norden an die von Essershausen und Ernsthausen, im Osten an Weilmünster. Von Süden schließen sich Blessenbach und Elkerhausen (beide Ortsteile von Weinbach) sowie im Westen Weinbach an.

## Geschichte

### Ortsgeschichte
Die älteste bekannte schriftliche Erwähnung von Aulenhausen erfolgte unter dem Namen Ulinhousen im Jahr 1333. Weitere Erwähnungen erfolgten unter den Ortsnamen (in Klammern das Jahr der Erwähnung): Ulnhusen (1565), Ohlenhausen (1650) und Ahlenhausen (1740). Die erste Schule wurde um 1700 erbaut.
Im Zuge der Gebietsreform in Hessen fusionierten am 31. Dezember 1970 der bisherige Marktflecken Weilmünster im Oberlahnkreis mit den bis dahin selbstständigen Gemeinden Aulenhausen, Dietenhausen, Ernsthausen, Laimbach, Langenbach, Laubuseschbach, Lützendorf, Möttau, Rohnstadt und Wolfenhausen freiwillig zur neuen Großgemeinde Weilmünster. Essershausen kam am 31. Dezember 1971 hinzu. Für alle 12 ehemals eigenständigen Gemeinden wurden Ortsbezirke gebildet.

### Verwaltungsgeschichte im Überblick
Die folgende Liste zeigt die Staaten und Verwaltungseinheiten, denen Aulenhausen angehört(e):

- vor 1806 Heiliges Römisches Reich, Grafschaft/Fürstentum Nassau-Weilburg, Amt Weilmünster
- ab 1806: Herzogtum Nassau,[Anm. 2] Amt Weilmünster
- ab 1816: Herzogtum Nassau,[Anm. 3] Amt Weilburg
- ab 1849: Herzogtum Nassau, Kreisamt Hadamar[Anm. 4]
- ab 1854: Herzogtum Nassau, Amt Weilburg
- ab 1867: Königreich Preußen,[Anm. 5] Provinz Hessen-Nassau, Regierungsbezirk Wiesbaden, Oberlahnkreis[Anm. 6]
- ab 1871: Deutsches Reich, Königreich Preußen, Provinz Hessen-Nassau, Regierungsbezirk Wiesbaden, Oberlahnkreis
- ab 1918: Deutsches Reich, Freistaat Preußen, Provinz Hessen-Nassau, Regierungsbezirk Wiesbaden, Oberlahnkreis
- ab 1944: Deutsches Reich, Freistaat Preußen, Provinz Nassau, Oberlahnkreis
- ab 1945: Deutsches Reich, Amerikanische Besatzungszone, Groß-Hessen,[Anm. 7] Regierungsbezirk Wiesbaden, Oberlahnkreis
- ab 1946: Deutsches Reich, Amerikanische Besatzungszone, Hessen, Regierungsbezirk Wiesbaden, Oberlahnkreis
- ab 1949: Bundesrepublik Deutschland, Hessen, Regierungsbezirk Wiesbaden, Oberlahnkreis
- ab 1968: Bundesrepublik Deutschland, Hessen, Regierungsbezirk Darmstadt, Oberlahnkreis
- ab 1971: Bundesrepublik Deutschland, Hessen, Regierungsbezirk Darmstadt, Oberlahnkreis, Gemeinde Weilmünster
- ab 1974: Bundesrepublik Deutschland, Hessen, Regierungsbezirk Darmstadt, Landkreis Limburg-Weilburg, Gemeinde Weilmünster
- ab 1981: Bundesrepublik Deutschland, Hessen, Regierungsbezirk Gießen, Landkreis Limburg-Weilburg, Gemeinde Weilmünster

## Bevölkerung

### Einwohnerstruktur 2011
Nach den Erhebungen des Zensus 2011 lebten am Stichtag, dem 9. Mai 2011, in Aulenhausen 231 Einwohner. Darunter waren 3 (1,3 %) Ausländer. Nach dem Lebensalter waren 39 Einwohner unter 18 Jahren, 84 zwischen 18 und 49, 66 zwischen 50 und 64 und 42 Einwohner waren älter. Die Einwohner lebten in 105 Haushalten. Davon waren 30 Singlehaushalte, 33 Paare ohne Kinder und 30 Paare mit Kindern, sowie 12 Alleinerziehende und keine Wohngemeinschaften. In 24 Haushalten lebten ausschließlich Senioren und in 75 Haushaltungen lebten keine Senioren.

### Einwohnerentwicklung
| Aulenhausen: Einwohnerzahlen von 1834 bis 2021 | Aulenhausen: Einwohnerzahlen von 1834 bis 2021 | Aulenhausen: Einwohnerzahlen von 1834 bis 2021 | Aulenhausen: Einwohnerzahlen von 1834 bis 2021 | Aulenhausen: Einwohnerzahlen von 1834 bis 2021 |
| --- | ---------------------------------------------- | ---------------------------------------------- | ---------------------------------------------- | ---------------------------------------------- |
| Jahr |                                                |                                                |                                                | Einwohner                                      |
| 1834 | 1834                                           |                                                | 214                                            | 214                                            |
| 1840 | 1840                                           |                                                | 240                                            | 240                                            |
| 1846 | 1846                                           |                                                | 232                                            | 232                                            |
| 1852 | 1852                                           |                                                | 222                                            | 222                                            |
| 1858 | 1858                                           |                                                | 243                                            | 243                                            |
| 1864 | 1864                                           |                                                | 264                                            | 264                                            |
| 1871 | 1871                                           |                                                | 258                                            | 258                                            |
| 1875 | 1875                                           |                                                | 266                                            | 266                                            |
| 1885 | 1885                                           |                                                | 281                                            | 281                                            |
| 1895 | 1895                                           |                                                | 275                                            | 275                                            |
| 1905 | 1905                                           |                                                | 241                                            | 241                                            |
| 1910 | 1910                                           |                                                | 270                                            | 270                                            |
| 1925 | 1925                                           |                                                | 248                                            | 248                                            |
| 1939 | 1939                                           |                                                | 212                                            | 212                                            |
| 1946 | 1946                                           |                                                | 333                                            | 333                                            |
| 1950 | 1950                                           |                                                | 333                                            | 333                                            |
| 1956 | 1956                                           |                                                | 250                                            | 250                                            |
| 1961 | 1961                                           |                                                | 248                                            | 248                                            |
| 1967 | 1967                                           |                                                | 271                                            | 271                                            |
| 1970 | 1970                                           |                                                | 247                                            | 247                                            |
| 1980 | 1980                                           |                                                | ?                                              | ?                                              |
| 1990 | 1990                                           |                                                | ?                                              | ?                                              |
| 2000 | 2000                                           |                                                | ?                                              | ?                                              |
| 2011 | 2011                                           |                                                | 231                                            | 231                                            |
| 2015 | 2015                                           |                                                | 234                                            | 234                                            |
| 2021 | 2021                                           |                                                | 240                                            | 240                                            |
| Datenquelle: Historisches Gemeindeverzeichnis für Hessen: Die Bevölkerung der Gemeinden 1834 bis 1967. Wiesbaden: Hessisches Statistisches Landesamt, 1968. Weitere Quellen: ; Zensus 2011 |                                                |                                                |                                                |                                                |

### Historische Religionszugehörigkeit
| • 1885: | 280 evangelische (= 99,64 %), ein katholischer (= 0,36 %) Einwohner |
| • 1961: | 215 evangelische (= 86,69 %), 32 katholische (= 12,90 %) Einwohner  |

## Politik
Für Aulenhausen besteht ein Ortsbezirk (Gebiete der ehemaligen Gemeinde Aulenhausen) mit Ortsbeirat und Ortsvorsteher nach der Hessischen Gemeindeordnung.
Der Ortsbeirat besteht aus fünf Mitgliedern. Bei den Kommunalwahlen in Hessen 2021 wurden nur vier Sitze vergeben. Die Wahlbeteiligung zum Ortsbeirat betrug 52,94 %. Dabei wurden gewählt: drei Mitglieder der SPD und ein Mitglied der Liste „Cyranek/Frommer“. Der Ortsbeirat wählte Gregor Büdenbender (SPD) zum Ortsvorsteher.

## Kultur und Sehenswürdigkeiten

### Kulturdenkmäler

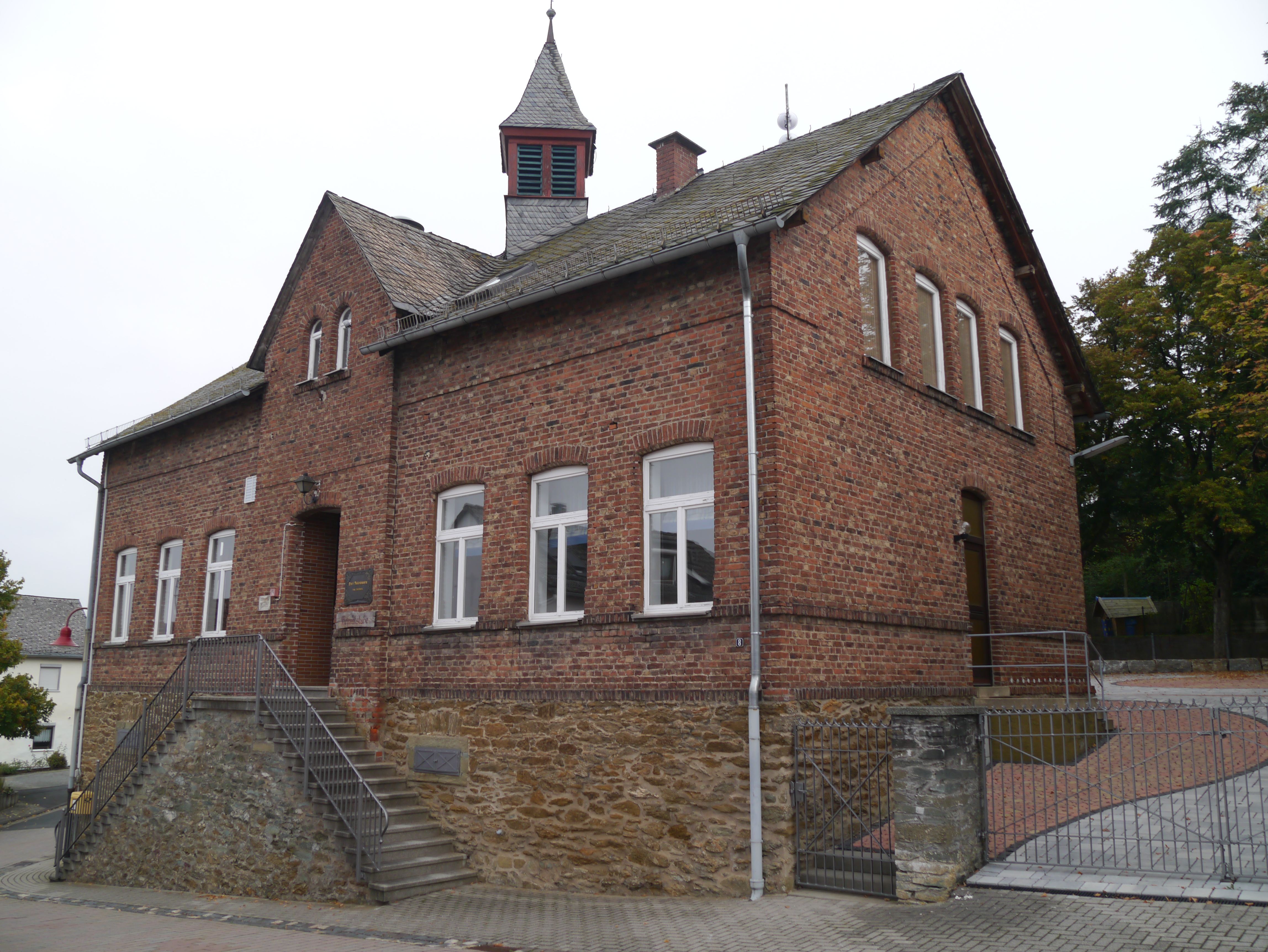
Alte Rathausschule

Das einzige unter Denkmalschutz stehende Gebäude ist die ehemalige Rathausschule. Diese wurde 1888 nach Entwurf des damaligen Bauinspektors Spinn als einfacher Satteldachbau an der Hangecke zur Friedhofstraße erbaut. Über dem hohen Bruchsteinsockel mit entsprechender Treppe wurden das Hauptgeschoss und der bewohnbare Kniestock aus örtlichem Feldbrand erstellt. Die Abfolge von Treppe, überdachtem Eingangsrisalit und diagonalen Firstreitertürmchen bildet die Hauptgliederung.

### Vereine
Auf Ortsebene bestehen der Evangelische Frauenkreis Aulenhausen und die Freiwillige Feuerwehr Aulenhausen.

## Infrastruktur
- Die im Jahr 1934 gegründete Freiwillige Feuerwehr Aulenhausen (seit 1. Januar 1992 mit ihrer Jugendfeuerwehr) sorgt für den abwehrenden Brandschutz im Ort.
- Es bestehen das Dorfgemeinschaftshaus in der Langenbergstraße, ein Sportplatz, ein Kinderspielplatz und Wanderwege.